# 齊合天地
齊合天地集團有限公司，簡稱齊合天地集團，以及齊合天地（英語：Chiho-Tiande Group Limited，港交所：0976），是一家專注於混合廢金屬回收、拆解加工處理及資源循環再利用的再生商，按進口總量計算，集團為中國混合廢金屬回收、循環再用及加工用途之最大進口商。
齊合天地在2010年7月12日於港交所主板上市。該招股價為2.43港元，全球發行為2.5億股，集資額為6億港元。
業務在國內和全球經營混合廢金屬回收、拆解加工處理及資源循環再利用，旗下公司包括台州齊合天地金屬有限公司、齊合天地（寧波）再生金屬有限公司、Delco Europe B.V.、Hefast Holding Corporation Limited等。
香港總部位於香港元朗創新園宏樂街48號；中國總部則為於中國浙江省台州市路橋區台州金屬資源再生產業基地白金路8號。
2015年3月29日齊合天地以每股9.01元向渝商投資集團配售2.03億股新股，及配售額外2.53億股新股，佔擴大後股本的30.32%，所得款項淨額約41.13億元，成為齊合天地單一最大股東。齊合天地的董事局主席已由渝商投資集團董事長涂建華先生擔任，憑藉其對金屬市場(包括廢金屬及再生金屬市場) 的熟悉，加上集團已建立的採購網絡，相信將進一步協助集團的未來發展。

## 連結
- Chiho-Tiande.com （页面存档备份，存于）